# Barriopalacio (Valdeolea)
Barriopalacio es una localidad del municipio de Valdeolea (Cantabria, España). La localidad está a una distancia de 4 kilómetros de la capital municipal, Mataporquera. Además está situada a 945 metros de altitud. En el año 2024 la localidad contaba con 3 habitantes (INE).

## Paisaje y naturaleza
Ubicada a los pies del monte Ornedo, sobre la orilla izquierda del Camesa que aquí comienza a discurrir muy lento formando una veguilla de meandros frecuentemente inundados hasta cerca de Mataporquera. Aparte de los prados, constantes en Valdeolea, destacan las agrupaciones de arbolado de ribera en la zona del molino Rabín y las repoblaciones de pino en la cara sur del Ornedo.

## Patrimonio histórico
La iglesia de Santiago es modesta construcción del siglo XVI de una sola nave, con cabecera recta y sencilla espadaña en el hastial oeste con dos troneras y remate adintelado.
Entre el escaso caserío de Barriopalacio, destacamos la existencia de una torre de sillarejo en la parte alta del pueblo, posiblemente del siglo XVIII y el molino de Rabín, que conserva el buen estado algunos de sus elementos característicos como el calce y el canal de desagüe.
- Datos: Q5721145